# Уади ал Джадид
Уади ал Джадид е област на Египет. Населението ѝ е 187 256 жители (2006 г.), а има площ от 376 505 кв. км. Намира се в часова зона UTC+2. Административен център е Харга.